# Троица-Берег
Троица-Берег — село в Суздальском районе Владимирской области России, входит в состав Селецкого сельского поселения.

## География

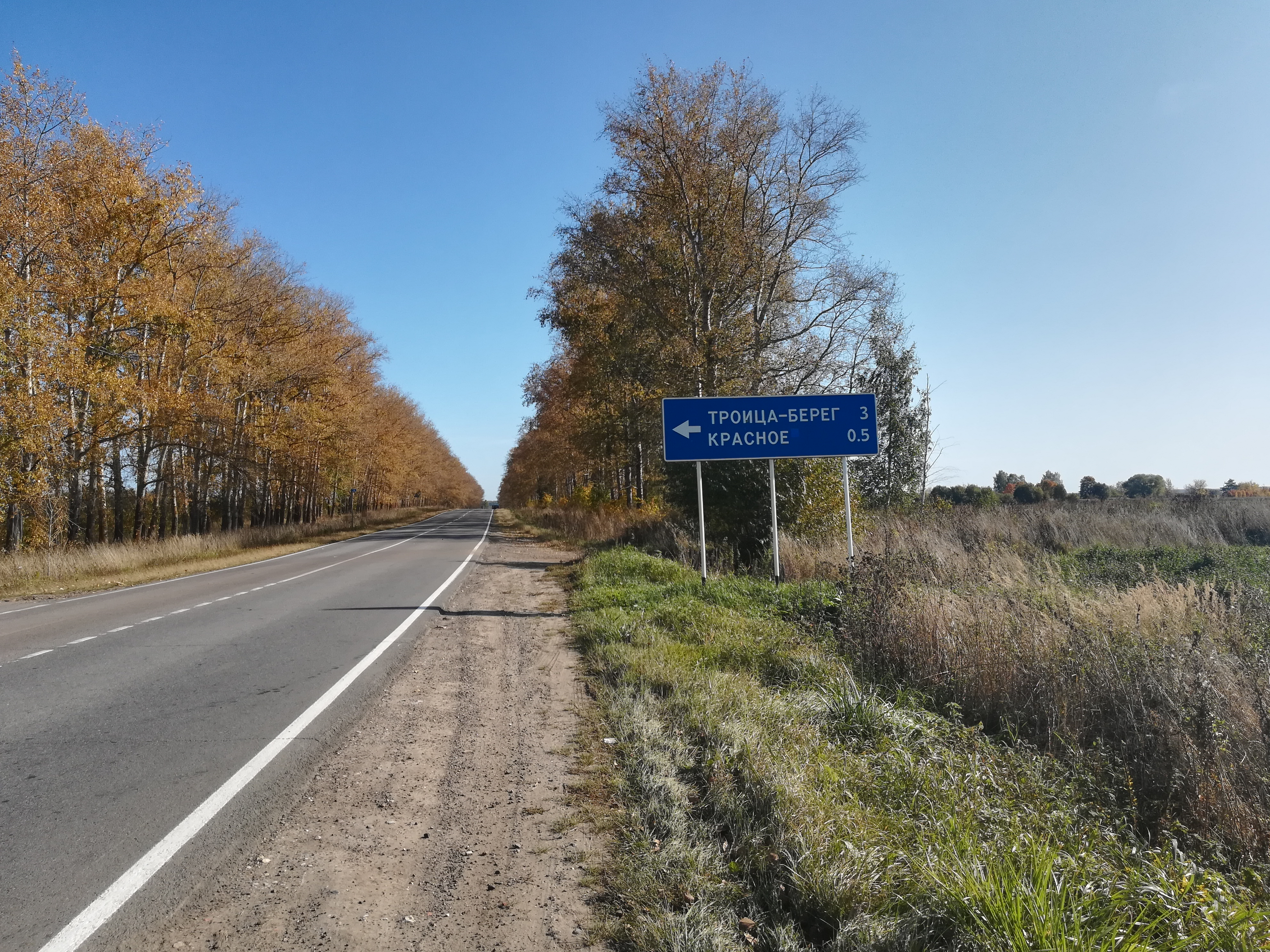
Поворот с шоссе Суздаль — Кидекша

Село расположено на берегу реки Нерли в 2 км на северо-восток от райцентра города Суздаля.

## История
В селе Троица-Берег существовала каменная церковь с колокольней во имя Святой Живоначальной Троицы, с теплым приделом во имя святого Симеона Столпника, построенная в 1808 году.
В конце XIX — начале XX века село входило с состав Городищевской волости Суздальского уезда, с 1924 года — в составе Суздальской волости Владимирского уезда. В 1859 году в селе числилось 48 дворов, в 1905 году — 78 дворов, в 1926 году — 106 хозяйств и начальная школа.
С 1929 года деревня являлась центром Троице-Береговского сельсовета Суздальского района, с 1940 года — в составе Красносельского сельсовета, с 1954 года — в составе Кидекшанского сельсовета, с 1974 года — в составе Селецкого сельсовета, с 2005 года — в составе Селецкого сельского поселения.

## Население
| 1859 | 1905 | 1926 | 2002 | 2010 | 2021 |
| ---- | ---- | ---- | ---- | ---- | ---- |
| 369  | ↗450 | ↗563 | ↘133 | ↘123 | ↗196 |

## Достопримечательности
В селе Троица-Берег имеются следующие памятники:
— Памятник участникам Великой Отечественной войны (на Центральной улице, на искусственном кургане);
— Памятник первым колхозникам села (на берегу реки Нерли, на искусственном кургане);
— Крест на месте снесённого храма (на берегу Нерли), рядом есть родник.
— В 2007 году на месте церкви Троицы Живоначальной появилась кирпичная четырёхстолпная часовня-сень, увенчанная луковичной главкой.
В начале Центральной улицы стоит водокачка.
К северо-востоку от села на берегу Нерли имеется пляж.
Сельское кладбище расположено к юго-востоку от села, на берегу Нерли.

## Улицы
В селе Троица-Берег имеются следующие улицы: Центральная, Новая Линия, Курлень, Малая, Радужная, Весенняя, Крутая.